# Franki-Piaski
Franki-Piaski est un village polonais de la gmina de Kobylin-Borzymy, dans le powiat de Wysokie Mazowieckie, voïvodie de Podlachie, au nord-est du pays.
Sa population est de 48 habitants.